# Omiodes poeonalis
Omiodes poeonalis is een vlinder uit de familie van de grasmotten (Crambidae), uit de onderfamilie van de Spilomelinae. De wetenschappelijke naam van deze soort is voor het eerst voorgesteld als Botys poeonalis door Francis Walker in een publicatie uit 1859.

## Verspreiding
De soort komt voor in:
- het Afrotropisch gebied (Sierra Leone, Congo-Kinshasa, Tanzania, de Chagosarchipel),
- het Oriëntaals gebied (Sri Lanka, China (Hainan), Taiwan[1], Maleisië (Sarawak), Indonesië (Borneo, Java, Sumatra, Flores, Soela-eilanden)),
- het Australaziatisch gebied (Papoea-Nieuw-Guinea[2], Australië[3]),
- het Palearctisch gebied (Japan).

## Waardplanten
De rups leeft op Ipomoea batatas (Convolvulaceae) en Tephrosia candida (Fabaceae).